# A Marvel Comics-szereplők hivatalos magyar nevének listája
A Marvel Comics képregényeiben szereplők listája. A lista csak a Magyarországon nyomtatásban megjelent, magyarra lefordított szereplőneveket tartalmazza (azokat is, amelyek akár csak említés szintjén is szerepeltek egy kiadványban), a rajongói fordításokban szereplők neveit nem.
| Ábécé szerinti tartalomjegyzék                                                                           |
| --- |
| A, Á B C Cs D Dz Dzs E, É F G Gy H I, Í J K L Ly M N Ny O, Ó Ö, Ő P Q R S Sz T Ty U, Ú Ü, Ű V W X Y Z Zs |

| A, Á                                      |                                |                                                                    |
| magyar név                                | eredeti név                    | valódi név (magyar írásmód)                                        |
| Agyar                                     | Fang                           |                                                                    |
| Agymester                                 | Mastermind                     | Jason Wyngarde                                                     |
| Ajak                                      | Ajak                           |                                                                    |
| Ajtónálló                                 | Doorman                        | DeMarr Davis                                                       |
| Alfa, az Utolsó Mutáns                    | Alpha the Ultimate Mutant      |                                                                    |
| Aldrich Killian                           | Aldrich Killian                |                                                                    |
| Amazon                                    | She-Hulk                       | Jennifer Walters                                                   |
| Amerika Kapitány                          | Captain America                | Steve Rogers                                                       |
| Amphibius                                 | Amphibius                      |                                                                    |
| Annihilus                                 | Annihilus                      | Annihilus                                                          |
| Angyal                                    | Angel/Archangel                | III. Warren Kenneth Worthington                                    |
| Annalee                                   | Annalee                        | ismeretlen                                                         |
| Arisztid                                  | Arcade                         | ismeretlen                                                         |
| Ágyúgolyó                                 | Cannonball                     | Sam Guthrie                                                        |
| Ámokfutó                                  | Speed Demon                    | James Sanders                                                      |
| Áramszünet                                | Blackout                       | Marcus Daniels                                                     |
| Árnyék                                    | Nightcrawler                   | Kurt Wagner                                                        |
| Árnymacska                                | Shadowcat                      | Katherine „Kitty” Pryde                                            |
| Artie                                     | Artie                          | Arthur Maddicks                                                    |
| Árvagyáros                                | Orphan-Maker                   | Peter                                                              |
| B                                         |                                |                                                                    |
| magyar név                                | eredeti név                    | valódi név (magyar írásmód)                                        |
| Bajvívó                                   | Swordsman                      | Jacques DuQuesne                                                   |
| Belasco                                   | Belasco                        | Belasco                                                            |
| Bestia                                    | Beast                          | Hank McCoy                                                         |
| Bíborember                                | Purple Man                     | Zebediah Killgrave                                                 |
| Bogár                                     | Beetle                         | Abe Jenkins                                                        |
| Boronás Jónás                             | Jonas Harrow                   | Jonas Harrow                                                       |
| Böhöm Bertha                              | Big Bertha                     | Ashley Crawford                                                    |
| Buldózer                                  | Juggernaut                     | Cain Marko                                                         |
| Bumeráng                                  | Boomerang                      | Fred Myers                                                         |
| Bumm-Bumm                                 | Boom Boom                      | Tabitha Smith                                                      |
| Bűnölő                                    | Sin-Eater                      | Stanley Carter                                                     |
| C                                         |                                |                                                                    |
| magyar név                                | eredeti név                    | valódi név (magyar írásmód)                                        |
| Callisto                                  | Callisto                       | ismeretlen                                                         |
| Cerberus                                  | Master Mold                    |                                                                    |
| Célpont                                   | Bullseye                       | Lester                                                             |
| Ch'od                                     | Ch'od                          | Ch'od                                                              |
| Cicus/Pokolcica                           | Hellcat                        | Patsy Walker                                                       |
| Clea                                      | Clea                           |                                                                    |
| Cole                                      | Cole                           | ismeretlen                                                         |
| Cölöpverő                                 | Piledriver                     | Brian Philip Calusky                                               |
| Cybelle                                   | Cybelle                        | ismeretlen                                                         |
| Cs                                        |                                |                                                                    |
| magyar név                                | eredeti név                    | valódi név (magyar írásmód)                                        |
| Csaló                                     | Adversary, The Great Trickster |                                                                    |
| Csapdász                                  | Trapster                       | Peter Petruski                                                     |
| Csillagsugár                              | Starbolt                       |                                                                    |
| Csodakapitány                             | Captain Marvel                 | Monica Rambeau                                                     |
| Csodalány (I.)                            | Marvel Girl (I.)               | Jean Grey,                                                         |
| Csodalány (II.)                           | Marvel Girl (II.)              | Rachel Anne Grey-Summers                                           |
| Csonttörő                                 | Bonebreaker                    | ismeretlen                                                         |
| D                                         |                                |                                                                    |
| magyar név                                | eredeti név                    | valódi név (magyar írásmód)                                        |
| Dadus                                     | Nanny                          | ismeretlen                                                         |
| Darázs                                    | Wasp                           | Janet van Dyne                                                     |
| Deadpool                                  | Deadpool                       | Wade Winston Wilson                                                |
| Délibáb (Mirázs)                          | Psyche, Mirage                 | Danielle Moonstar                                                  |
| Démonirtó                                 | Devil-Slayer                   | Eric Simon Payne                                                   |
| Dinaszaurusz                              | Dinah-Soar Ella Winter         |                                                                    |
| Doktor Druid                              | Doctor Druid/Doctor Droom      | Dr. Anthony Ludgate Druid                                          |
| Dr. Doom                                  | Doctor Doom                    | Victor Von Doom                                                    |
| Doktor Strange/Csodadoktor                | Doctor Strange                 | Dr. Stephen Strange                                                |
| Dominó                                    | Domino                         | Neena Thurman                                                      |
| Domo                                      | Domo                           |                                                                    |
| Dr. Octopus                               | Doctor Octopus                 | Otto Octavius                                                      |
| Dúvad                                     | Barbarus                       |                                                                    |
| Drax                                      | Drax                           |                                                                    |
| E, É                                      |                                |                                                                    |
| magyar név                                | eredeti név                    | valódi név (magyar írásmód)                                        |
| Electro                                   | Electro                        | Maxwell Dillon                                                     |
| Elektra                                   | Elektra                        | Elektra Natchios                                                   |
| Energikon                                 | Wonder Man                     | Simon Williams                                                     |
| Ezüstsörény                               | Silvermane                     | Silvio Manfredi                                                    |
| Ezüst Utazó                               | Silver Surfer                  | Norrin Radd                                                        |
| Energizáló                                | Energizer                      | Kate Power                                                         |
| Evolúció Mestere                          | High Evolutionary              | Herbert Edgar Wyndham                                              |
| Ezüst Szamuráj                            | Silver Samurai                 | Kenjucsio Harada                                                   |
| Észlény                                   | Brainchild                     |                                                                    |
| F                                         |                                |                                                                    |
| magyar név                                | eredeti név                    | valódi név (magyar írásmód)                                        |
| Fáklya                                    | Human Torch                    | Jonathan „Johnny” Lowell Spencer Storm                             |
| Faltörő                                   | Bulldozer                      | Henry Camp                                                         |
| Fandral                                   | Fandral the Dashing            | Fandral                                                            |
| Fanyűvő                                   | Sunder                         | ismeretlen                                                         |
| Farkas                                    | Wolfsbane                      | Rahne Sinclair                                                     |
| Fátum Doktor                              | Doctor Doom                    | Victor von Doom                                                    |
| Fekete Lovag                              | Black Knight                   | Dane Whitman                                                       |
| Fekete Macska                             | Black Cat                      | Felicia Hardy                                                      |
| Fekete Párduc                             | Black Panther                  | T’Challa                                                           |
| Fekete Özvegy                             | Black Widow                    | Natasha Romanoff                                                   |
| Fenegyerek                                | Daredevil                      | Matthew Michael Murdock                                            |
| Fenris                                    | Fenris                         | Andrea és Andreas Von Strucker                                     |
| Féreg                                     | Worm                           |                                                                    |
| Fénysebesség                              | Excelsior                      | Julie Power                                                        |
| Flótás                                    | Piper                          | ismeretlen                                                         |
| Forge                                     | Forge                          | Jonothon Silvercloud                                               |
| Forgószél                                 | Whirlwind                      | David Cannon                                                       |
| Földrengés                                | Earthquake                     |                                                                    |
| Főnix (I.)                                | Phoenix (I.)                   | Jean Grey                                                          |
| Főnix (II.)                               | Phoenix (II.)                  | Rachel Anne Grey-Summers                                           |
| Főnix (IX.)                               | 9th Phoenix                    | Giraud                                                             |
| Fullánk (I.)                              | Yellowjacket                   | Henry Pym                                                          |
| Fullánk (II.)                             | Yellowjacket                   | Rita DeMara                                                        |
| Funser (Marvel Comics )Funser Hack Hacker | G                              |                                                                    |
| magyar név                                | eredeti név                    | valódi név (magyar írásmód)                                        |
| Galactus                                  | Galactus                       |                                                                    |
| Gambit                                    | Gambit                         | Remy LeBeau                                                        |
| Gamora                                    | Gamora                         |                                                                    |
| Gáza                                      | Gaza                           |                                                                    |
| Gemini                                    | Binary                         | Carol Susan Jane Danvers                                           |
| Gé-erő                                    | Zero-G                         | Alexander Power                                                    |
| Gilgames, az Elfeledett                   | Forgotten One                  | ismeretlen                                                         |
| Gladiátor                                 | Gladiator                      | Kallark                                                            |
| Góliát (I.)                               | Goliath                        | Henry Pym                                                          |
| Góliát (II.)                              | Goliath                        | Clinton „Clint” Francis Barton                                     |
| Góliát (III.)                             | Goliath                        | Erik Stephan Josten                                                |
| Groot                                     | Groot                          |                                                                    |
| Guido, az Erős                            | Strong Guy                     | Guido Carosella                                                    |
| Gy                                        |                                |                                                                    |
| magyar név                                | eredeti név                    | valódi név (magyar írásmód)                                        |
| Gyík                                      | Lizard                         | Dr. Curtis Connors                                                 |
| H                                         |                                |                                                                    |
| magyar név                                | eredeti név                    | valódi név (magyar írásmód)                                        |
| Halálcsapás                               | Lady Deathstrike               | Ojama Juriko                                                       |
| Hangya                                    | Ant-Man                        | Henry Pym                                                          |
| Haspók                                    | Blob                           | Frederick „Fred” J. Dukes                                          |
| Hepzibah                                  | Hepzibah                       |                                                                    |
| Harci Csillag                             | Warstar                        | B'nee és C'cil                                                     |
| Herkules                                  | Hercules                       | Heracles                                                           |
| Hidalgó                                   | Empath                         | Manuel Alfonso Rodrigo de la Rocha                                 |
| Higanyszál                                | Quicksilver                    | Pietro Django Maximoff                                             |
| Hogun                                     | Hogun the Grim                 | Hogun                                                              |
| Holdkő                                    | Moonstone                      | Dr. Karla Sofen                                                    |
| Holdlovag                                 | Moon Knight                    | Marc Spector                                                       |
| Holdsárkány                               | Moondragon                     | Heather Douglas                                                    |
| Homokember                                | Sandman                        | William Baker                                                      |
| Hulk/Mokány                               | Hulk                           | Robert Bruce Banner                                                |
| Huszár                                    | Hussar                         |                                                                    |
| I, Í                                      |                                |                                                                    |
| magyar név                                | eredeti név                    | valódi név (magyar írásmód)                                        |
| Ikaris                                    | Ikaris                         |                                                                    |
| Ívfény                                    | Arclight                       | Philippa Sontag                                                    |
| J                                         |                                |                                                                    |
| magyar név                                | eredeti név                    | valódi név (magyar írásmód)                                        |
| Jackpot                                   | Jack of Hearts                 | Jack Hart                                                          |
| Jégember                                  | Iceman                         | Bobby Drake                                                        |
| Jocasta                                   | Jocasta                        |                                                                    |
| Jósnő                                     | Oracle                         | Lady Sybil                                                         |
| Napsugár                                  | Jubilee                        | Jubilation Lee                                                     |
| Jukio                                     | Yukio                          | ismeretlen                                                         |
| K                                         |                                |                                                                    |
| magyar név                                | eredeti név                    | valódi név (magyar írásmód)                                        |
| Kalibán                                   | Caliban                        | ismeretlen                                                         |
| Kalóz                                     | Corsair                        | Christopher Summers                                                |
| Kang                                      | Kang                           | Nathaniel Richards                                                 |
| Kábel                                     | Cable                          | Nathan Christopher Summers                                         |
| Kalapácsfej                               | Hammerhead                     | ismeretlen                                                         |
| Kang, a hódító                            | Kang the Conqueror             | Nathaniel Richards                                                 |
| Káprázat                                  | Dazzler                        | Alison Blaire                                                      |
| Kapuőr                                    | Gateway                        | ismeretlen                                                         |
| Kardfogú                                  | Sabertooth                     | Victor Creed                                                       |
| Keselyű                                   | Vulture                        | Adrian Toomes                                                      |
| Kiképző                                   | Taskmaster                     | Tony Masters                                                       |
| Kingo Sunen                               | Kingo Sunen                    |                                                                    |
| Klaw                                      | Klaw                           | Ulysses Klaw                                                       |
| Koboldkirálynő                            | Goblin Queen                   | Madelyne Jennifer Pryor                                            |
| Kolosszus                                 | Colossus                       | Pjotr „Peter” Nyikolájevics Raszputyin                             |
| Koponya                                   | Skullbuster                    | ismeretlen                                                         |
| Kőfal                                     | Stonewall                      | Louis Hamilton                                                     |
| Köpeny és Kard                            | Cloak and Dagger               | Tyrone „Ty” Johnson és Tandy Bowen                                 |
| Kraven, a Vadász                          | Kraven the Hunter              | Sergei Kravinoff                                                   |
| Kristály                                  | Crystal                        | Crystalia Amaquelin Maximoff                                       |
| Kuruzsló                                  | Healer                         | ismeretlen                                                         |
| Küklopsz                                  | Cyclops                        | Scott Summers                                                      |
| L                                         |                                |                                                                    |
| magyar név                                | eredeti név                    | valódi név (magyar írásmód)                                        |
| Lámpás Jack                               | Jack O'Lantern                 | Jason Macendale, Steven Mark Levins, Daniel Berkhart, Maguire Beck |
| Láthatatlan                               | Invisible Woman                | Susan Storm Richards                                               |
| Lavina                                    | Avalanche                      | Dominic Petros                                                     |
| Lepel                                     | Shroud                         | Maxillian Quincy Coleridge                                         |
| Lény                                      | Thing                          | Benjamin „Ben” Jacob Grimm                                         |
| Lockheed                                  | Lockheed                       |                                                                    |
| Loki                                      | Loki                           |                                                                    |
| Luke Cage, a Bajnok                       | Power Man                      | Luke Cage                                                          |
| M                                         |                                |                                                                    |
| magyar név                                | eredeti név                    | valódi név (magyar írásmód)                                        |
| Macon                                     | Macon                          | ismeretlen                                                         |
| Madame Necc                               | Madame Web                     | Cassandra Webb                                                     |
| Madrox, a Többszörös Ember                | Multiple Man                   | Jamie Madrox                                                       |
| Magneto                                   | Magneto                        | Erik Magnus Lensherr                                               |
| Mandarin                                  | Mandarin                       |                                                                    |
| Makkari                                   | Makkari                        |                                                                    |
| Malícia                                   | Malice                         | ismeretlen                                                         |
| Manta                                     | Manta                          |                                                                    |
| Mantis                                    | Mantis                         | Mandy Celestine                                                    |
| Maszk                                     | Masque                         | ismeretlen                                                         |
| Mázlista                                  | Longshot                       | ismeretlen                                                         |
| Medúza                                    | Medusa                         | Medusalith Amaquelin                                               |
| Meggan                                    | Meggan                         | Meggan Braddock                                                    |
| Megtorló                                  | Punisher                       | Frank Castle                                                       |
| Mentor                                    | Mentor                         |                                                                    |
| Mennydörgő                                | Thunderball                    | Eliot Franklin                                                     |
| Mester-Kém                                | Spymaster                      | ismeretlen                                                         |
| Mister Hyde                               | Mister Hyde                    | Dr. Calvin Zabo                                                    |
| Mímus                                     | Mimic                          | Calvin Rankin                                                      |
| Mojo                                      | Mojo                           |                                                                    |
| Molekulaember                             | Molecule Man                   | Owen Reece                                                         |
| Mordály                                   | Rocket                         |                                                                    |
| Mr. Fantastic/Nyíl                        | Mister Fantastic               | Dr. Reed Richards                                                  |
| Mr. Halhatatlan                           | Mr. Immortal                   | Craig Hollis                                                       |
| Mr. Sinister                              | Mister Sinister                | Nathaniel Essex                                                    |
| Ms. Marvel                                | Ms. Marvel                     | Carol Denvers                                                      |
| N                                         |                                |                                                                    |
| magyar név                                | eredeti név                    | valódi név (magyar írásmód)                                        |
| Namor, a Torpedó                          | Namor the Sub-Mariner          | Namor McKenzie                                                     |
| Namorita                                  | Namorita                       | Namorita                                                           |
| Napfolt                                   | Sunspot                        | Roberto da Costa                                                   |
| Naptűz                                    | Sunfire                        | Siro Jasida                                                        |
| N’astirh                                  | N’astirh                       | N’astirh                                                           |
| Nebula                                    | Nebula                         |                                                                    |
| Nick Fury                                 | Nick Fury                      | Nicholas Joseph „Nick” Fury                                        |
| Nimród                                    | Nimrod                         |                                                                    |
| Nova                                      | Nova                           | Frankie Raye                                                       |
| O, Ó                                      |                                |                                                                    |
| magyar név                                | eredeti név                    | valódi név (magyar írásmód)                                        |
| Odin                                      | Odin                           | Odin Borson                                                        |
| Olvasztár                                 | Molten Man                     | Mark Raxton                                                        |
| Óriás (I.)                                | Giant-Man                      | Henry Pym                                                          |
| Ö, Ő                                      |                                |                                                                    |
| magyar név                                | eredeti név                    | valódi név (magyar írásmód)                                        |
| Öröklét                                   | Eternity                       |                                                                    |
| Őrszem                                    | Sentry                         | Robert Reynolds                                                    |
| P                                         |                                |                                                                    |
| magyar név                                | eredeti név                    | valódi név (magyar írásmód)                                        |
| Palatinus                                 | Paladin                        | Paul Denning                                                       |
| Pestis                                    | Plague                         | ismeretlen                                                         |
| Pióca                                     | Leech                          | ismeretlen                                                         |
| Piro                                      | Pyro                           | St. John Allerdyce                                                 |
| Plazma                                    | Havok                          | Alexander „Alex” Summers                                           |
| Pók                                       | Spider-Woman                   | Jessica Drew                                                       |
| Pók                                       | Spider-Woman                   | Julia Carpenter                                                    |
| Pókember                                  | Spider-Man                     | Peter Benjamin Parker                                              |
| Polaris                                   | Polaris                        | Lorna Dane                                                         |
| Próteusz                                  | Proteus                        | Kevin MacTaggert                                                   |
| Psziché                                   | Psylocke                       | Elisabeth „Betsy” Braddock                                         |
| Puma                                      | Puma                           | Thomas Fireheart                                                   |
| Q                                         |                                |                                                                    |
| magyar név                                | eredeti név                    | valódi név (magyar írásmód)                                        |
| Quasar                                    | Quasar                         | Wendell Elvis Vaughn                                               |
| R                                         |                                |                                                                    |
| magyar név                                | eredeti név                    | valódi név (magyar írásmód)                                        |
| Razer                                     | Razer                          | Selir resse                                                        |
| Reese                                     | Reese                          | ismeretlen                                                         |
| Rejtély                                   | Mystique                       | Raven Darkholme                                                    |
| Rengető                                   | Shocker                        | Herman Schultz                                                     |
| Rhinó                                     | Rhino                          | Aleksei Mikhailovich Sytsevich                                     |
| Roma                                      | Roma                           | Roma                                                               |
| Ronen                                     | Ronen                          |                                                                    |
| Roncsoló                                  | Wrecker                        | Dirk Garthwaite                                                    |
| Rózsa                                     | Rose, Blood Rose               | Richard Fisk                                                       |
| Rozsomák                                  | Wolverine                      | James Howlett, "Logan"                                             |
| Rulett                                    | Roulette                       | Jennifer Stavros                                                   |
| S                                         |                                |                                                                    |
| magyar név                                | eredeti név                    | valódi név (magyar írásmód)                                        |
| Samson Doki                               | Doc Samson                     | Dr. Leonard Samson                                                 |
| Sansz                                     | Chance                         | Nicholas Powell                                                    |
| Seregély/Csalimadár                       | Mockingbird                    | Barbara „Bobbi” Morse-Barton)                                      |
| Sárkány                                   | Gargoyle                       | Isaac Christians                                                   |
| Sersi                                     | Sersi                          |                                                                    |
| Siryn                                     | Siryn                          | Theresa Rourke Cassidy                                             |
| Síkember                                  | Flatman                        | Dr. Val Ventura                                                    |
| Silver Sable                              | Silver Sable                   | Silver Sablinova                                                   |
| Sírkő                                     | Tombstone                      | Lonnie Thompson Lincoln                                            |
| Skalpvadász                               | Scalphunter                    | John Greycrow                                                      |
| Skarlát Boszorkány                        | Scarlet Witch                  | Wanda Maximoff                                                     |
| Skorpió                                   | Scorpion                       | Mac Gargan, Carmilla Black                                         |
| Sólyom                                    | Falcon                         | Samuel Thomas „Sam” Wilson                                         |
| Sólyomszem                                | Hawkeye                        | Clinton „Clint” Francis Barton                                     |
| Sors                                      | Destiny                        | Irene Adler                                                        |
| Sötét Szél Ura                            | Lord Dark Wind                 | Professzor Ojama Kenji                                             |
| Spirál                                    | Spiral                         | Ricochet „Ruganyos” Rita                                           |
| Sündisznó                                 | Porcupine                      | Alexander Gentry                                                   |
| S’ym                                      | S’ym                           | S’ym                                                               |
| Sz                                        |                                |                                                                    |
| magyar név                                | eredeti név                    | valódi név (magyar írásmód)                                        |
| Szelené                                   | Selene                         | Selene Gallio                                                      |
| Szellem                                   | Ghost                          | ismeretlen                                                         |
| Szellem                                   | Sprite                         |                                                                    |
| Szellemlovas                              | Ghost Rider                    | Johnny Blaze                                                       |
| Szellemlovas                              | Ghost Rider                    | Daniel Ketch                                                       |
| Szerelő                                   | Fixer                          | Paul Norbert Ebersol                                               |
| Szépfiú                                   | Pretty Boy                     | ismeretlen                                                         |
| Szépséges Álmodó                          | Beautiful Dreamer              | ismeretlen                                                         |
| Szigony                                   | Harpoon                        | Kodiak Noatak                                                      |
| Sziporka                                  | Whiteout                       |                                                                    |
| Szivacsember                              | Absorbing Man                  | Carl „Crusher” Creel                                               |
| Szökőár                                   | Riptide                        | Janos Quested                                                      |
| Szürke Vízköpő                            | Grey Gargoyle                  | Paul Pierre Duval                                                  |
| T                                         |                                |                                                                    |
| magyar név                                | eredeti név                    | valódi név (magyar írásmód)                                        |
| Techno                                    | Warlock                        | Warlock                                                            |
| Terrax, a Hatalmas                        | Terrax the Tamer               | Tyros                                                              |
| Tigra                                     | Tigra                          | Greer Grant Nelson                                                 |
| Tigriscápa                                | Tiger Shark                    | Todd Arliss                                                        |
| Titánia                                   | Titania                        | Mary MacPherran                                                    |
| Thena                                     | Thena                          |                                                                    |
| Thor                                      | Thor                           | Thor Odinson (Dr. Donald Blake, Jake Olson, Sigurd Jarlson)        |
| Thanos                                    | Thanos                         |                                                                    |
| Tolmács                                   | Cypher                         | Douglas Aaron Ramsey                                               |
| Tom Corsi                                 | Tom Corsi                      | Thomas Corsi                                                       |
| Tommy                                     | Tommy                          | ismeretlen                                                         |
| Tömegmester                               | Mass Master                    | Jack Power                                                         |
| Túlontúli                                 | Beyonder                       |                                                                    |
| Tűzcsillag                                | Firestar                       | Angelica „Angel” Jones                                             |
| Tűzmadár                                  | Firebird                       | Bonita Juarez                                                      |
| Tűz Ura                                   | Firelord                       | Pyreus Kril                                                        |
| U, Ú                                      |                                |                                                                    |
| magyar név                                | eredeti név                    | valódi név (magyar írásmód)                                        |
| Uatu, a Szemlélő                          | Uatu, the Watcher              | Uatu                                                               |
| Ultron                                    | Ultron                         |                                                                    |
| Ü, Ű                                      |                                |                                                                    |
| magyar név                                | eredeti név                    | valódi név (magyar írásmód)                                        |
| Űrlord                                    | Star-Lord                      | Peter Jason Quill                                                  |
| Űrróka                                    | Starfox                        | Eros, eredetileg Eron                                              |
| V                                         |                                |                                                                    |
| magyar név                                | eredeti név                    | valódi név (magyar írásmód)                                        |
| Vadóc                                     | Rogue                          | Anna Marie LeBeau                                                  |
| Valkin                                    | Valkin                         |                                                                    |
| Valkyrie                                  | Valkyrie                       | Brunnhilde of Asgard                                               |
| Varázs                                    | Magik                          | Iljana Nyikolajevna Raszputyin                                     |
| Varázslónő                                | Enchantress                    | Amora                                                              |
| Vasember                                  | Iron Man                       | Anthony Edward „Tony” Stark                                        |
| Vasököl                                   | Iron Fist                      | Daniel Rand                                                        |
| Venom                                     | Venom                          | Eddie Brock, Angelo Fortunato, Mac Gargan                          |
| Vermin                                    | Vermin                         | Edward Whelan                                                      |
| Vertigo                                   | Vertigo                        | ismeretlen                                                         |
| Vérontó                                   | Carnage                        | Cletus Kasady                                                      |
| Vészmadár                                 | Banshee                        | Sean Cassicy                                                       |
| Vészmanó                                  | Hobgoblin                      | Roderick Kingsley, Jason Philip Macendale Jr.                      |
| Vezér                                     | Kingpin                        | Wilson Fisk                                                        |
| Vihar                                     | Storm                          | Ororo Munroe                                                       |
| Viharmadár (I.)                           | Warpath                        | John Proudstar                                                     |
| Viharmadár (II.)                          | Warpath                        | James Proudstar                                                    |
| Villám                                    | Super Sabre                    | Martin Fletcher                                                    |
| Vipera                                    | Viper                          | ismeretlen                                                         |
| Vízember                                  | Hydro-Man                      | Morris Bench                                                       |
| Vízió                                     | Vision                         |                                                                    |
| Volstagg                                  | Volstagg                       | Volstagg                                                           |
| Vörös Erik                                | Eric the Red                   | Scott Summers, Davan Shakari, Erik Magnus Lehnsherr                |
| Vörös Kommandós                           | Crimson Commando               | Frank Bohannon                                                     |
| Vörös Koponya                             | Red Skull                      | Johann Schmidt, George Maxon, Albert Malik                         |
| Vörös Szellem                             | Red Ghost                      | Ivan Kragoff                                                       |
|                                           | Volcana                        | Marsha Rosenberg                                                   |
| W                                         |                                |                                                                    |
| magyar név                                | eredeti név                    | valódi név (magyar írásmód)                                        |
| Deadpool                                  | Wade                           | Wade Wilson                                                        |
| X                                         |                                |                                                                    |
| magyar név                                | eredeti név                    | valódi név (magyar írásmód)                                        |
| X Professzor                              | Professor X                    | Charles Frances Xavier                                             |
| Z                                         |                                |                                                                    |
| magyar név                                | eredeti név                    | valódi név (magyar írásmód)                                        |
| Zaladane                                  | Zaladane                       | Zala Dane                                                          |
| Zavaró                                    | Scrambler                      | Kim Il Sung                                                        |
| Zémó Báró                                 | Baron Zemo                     | Dr. Heinrich Zemo, Helmut J. Zemo                                  |
| Zöld Manó                                 | Green Goblin                   | Norman Osborn, Harry Osborn                                        |
| Zuras                                     | Zuras                          |                                                                    |